# ويمبلي
ويمبلي (بالإنجليزية: Wembley) هي منطقة تقع في شمال غرب العاصمة الإنجليزية لندن. وهو موقع ملهب ملعب ويمبلي الجديد، وملعب وبمبلي القدم، وكذلك ويمبلي أرينا.

## معرض صور

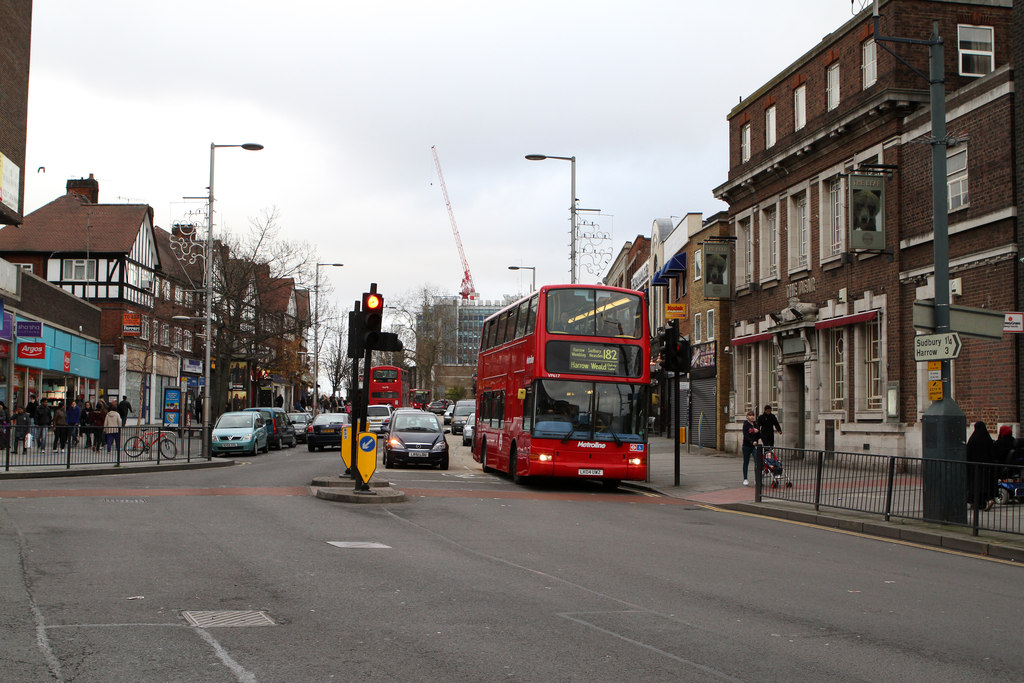
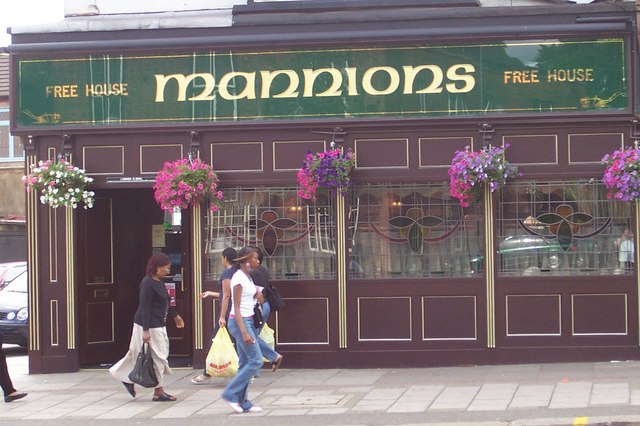
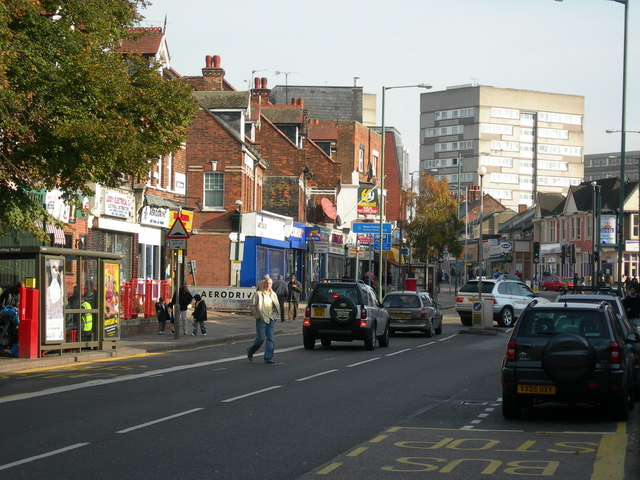
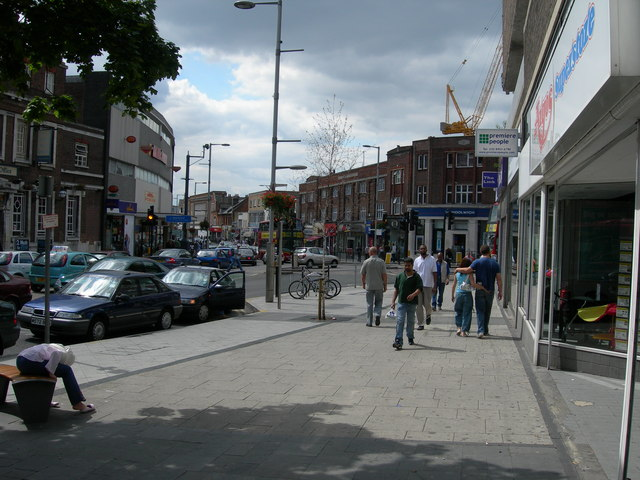

## أعلام
- جوش ميرفي
- ريز أحمد
- جاكوب ميرفي
- ريموند غوسلين
- ستانلي سادي